# 微积分学教程

微积分学教程中译本第一卷封面

《微积分学教程》（俄語：Курс дифференциального и интегрального исчисления），是苏联数学家菲赫金哥尔茨为数学分析课程撰写的一本教程。书中所包含的主要理论是20世纪初最后形成的现代数学分析的经典部分，其内容是在大学的第一、二年级讲授。
全书共分为三卷，第一卷包括实数理论、实变数一元与多元微分学及其应用；第二卷研究黎曼积分理论与级数理论；第三卷研究多重积分、曲线积分、曲面积分、斯蒂尔切斯积分、傅里叶级数与傅里叶变换。此教程篇幅巨大、内容丰富并含有大量例题及应用实例，定理证明详尽细致、处理方法经典，理论内容论述深刻。种种原因使得全书被译为多种文字，并在中、东欧国家及中国大陆广为流传。目前最新中译版是高等教育出版社第八版。

## 作者
《微积分学教程》的作者菲赫金哥尔茨是苏联数学家及数学教育家，是实变函数论列宁格勒学派的奠基人。他致力于研究实变函数论及泛函分析，在函数度量理论的一系列工作使其成为这个领域中的一流数学家。
菲赫金哥尔茨讲学30余年的数学分析课程，苏联数学家伊西多尔·保罗维奇·那汤松、謝爾蓋·里沃維奇·索伯列夫、Dmitry Konstantinovich Faddeev，力学家Sergey Khristianovich，以及诺贝尔经济学奖得主坎托罗维奇都是他的学生。此外，他还是苏联第一届数学奥林匹克的发起人、20世纪30年代苏联中学数学教学大纲的制定者。

### 第一卷
- 绪论　实数
  - §1　有理数域
  - §2　无理数的导入．实数域的序
  - §3　实数的算术运算
  - §4　实数的其他性质及应用
- 第一章　极限论
  - §1　整序变量及其极限
  - §2　极限的定理．若干容易求得的极限
  - §3　单调整序变量
  - §4　收敛原理．部分极限
- 第二章　一元函数
  - §1　函数概念
  - §2　函数的极限
  - §3　无穷小及无穷大的分阶
  - §4　函数的连续性及间断
  - §5　连续函数的性质
- 第三章　导数及微分
  - §1　导数及其求法
  - §2　微分
  - §3　微分学的基本定理
  - §4　高阶导数及高阶微分
  - §5　泰勒公式
  - §6　插值法
- 第四章　利用导数研究函数
  - §1　函数动态的研究
  - §2　凸（与凹）函数
  - §3　函数的作图
  - §4　不定式的定值法
  - §5　方程的近似解
- 第五章　多元函数
  - §1　基本概念
  - §2　连续函数
  - §3　多元函数的导数及微分
  - §4　高阶导数及高阶微分
  - §5　极值．最大值及最小值
- 第六章　函数行列式及其应用
  - §1　函数行列式的性质
  - §2　隐函数
  - §3　隐函数理论的一些应用
  - §4　换元法
- 第七章　微分学在几何上的应用
  - §1　曲线及曲面的解析表示法
  - §2　切线及切面
  - §3　曲线的相切
  - §4　平面曲线的长
  - §5　平面曲线的曲率
- 附录　函数扩充的问题

### 第二卷
- 第八章　原函数（不定积分）
  - §1　不定积分与它的计算的最简单方法
  - §2　有理式的积分
  - §3　某些含有根式的函数的积分
  - §4　含有三角函数与指数函数的表达式的积分
  - §5　椭圆积分
- 第九章　定积分
  - §1　定积分的定义与存在条件
  - §2　定积分的一些性质
  - §3　定积分的计算与变换
  - §4　定积分的一些应用
  - §5　积分的近似计算
- 第十章　积分学在几何学、力学与物理学中的应用
  - §1　弧长
  - §2　面积与体积
  - §3　力学与物理学的数量的计算
  - §4　最简单的微分方程
- 第十一章　常数项无穷级数
  - §1　引言
  - §2　正项级数的收敛性
  - §3　任意项级数的收敛性
  - §4　收敛级数的性质
  - §5　累级数与二重级数
  - §6　无穷乘积
  - §7　初等函数的展开
  - §8　藉助于级数作近似计算
  - §9　发散级数的求和法
- 第十二章　函数序列与函数级数
  - §1　一致收敛性
  - §2　级数和的函数性质
  - §3　应用
  - §4　关于幂级数的补充知识
  - §5　复变量的初等函数
  - §6　包络级数与渐近级数．欧拉－麦克劳林公式
- 第十三章　反常积分
  - §1　积分限为无穷的反常积分
  - §2　无界函数的反常积分
  - §3　反常积分的性质与变形
  - §4　反常积分的特别计算法
  - §5　反常积分的近似计算
- 第十四章　依赖于参数的积分
  - §1　基本理论
  - §2　积分的一致收敛性
  - §3　积分一致收敛性的应用
  - §4　补充
  - §5　欧拉积分

### 第三卷
- 第十五章　曲线积分、斯蒂尔切斯积分
  - §1　第一型曲线积分
  - §2　第二型曲线积分
  - §3　曲线积分与道路无关的条件
  - §4　有界变差函数
  - §5　斯蒂尔切斯积分
- 第十六章　二重积分
  - §1　二重积分的定义及简单性质
  - §2　二重积分的计算
  - §3　格林公式
  - §4　二重积分中的变量变换
  - §5　反常二重积分
- 第十七章　曲面面积、曲面积分
  - §1　双侧曲面
  - §2　曲面面积
  - §3　第一型曲面积分
  - §4　第二型曲面积分
- 第十八章　三重积分及多重积分
  - §1　三重积分及其计算
  - §2　高斯－奥斯特洛格拉得斯基公式
  - §3　三重积分中的变量变换
  - §4　场论初步
  - §5　多重积分
- 第十九章　傅里叶级数
  - §1　导言
  - §2　函数的傅里叶展开式
  - §3　补充
  - §4　傅里叶级数的收敛特性
  - §5　与函数可微分性相关的余项估值
  - §6　傅里叶积分
  - §7　应用
- 第二十章　傅里叶级数（续）
  - §1　傅里叶级数的运算．完全性与封闭性
  - §2　广义求和法在傅里叶级数上应用
  - §3　函数的三角展开式的唯一性
- 附录　极限的一般观点